# The Palestinian (film)
The Palestinian (Arabisch: الفلسطيني) is een 66 minuten durende tv-documentaire uit 1977. De documentaire werd geproduceerd door Vanessa Redgrave, met zichzelf in de hoofdrol, en geregisseerd door Roy Battersby.